# Roșcani, Anenii Noi
Roșcani este un sat din raionul Anenii Noi, Republica Moldova. A fost atestat documentar pentru prima oară în 1560.

## Demografie
<div class="transborder" style="position:absolute;width:100px;line-height:0;
Structură etnică
     moldoveni/români (95,04%)
     ucraineni (1,52%)
     ruși (2,65%)
     găgăuzi (0,08%)
     bulgari (0,2%)
     evrei (0,08%)
     alte etnii / nedeclarată (0,43%)
Conform datelor recensământului din 2004, populația localității este de 2.563 locuitori, dintre care 1.258 (49,08%) bărbați și 1.305 (50,92%) femei. Structura etnică a populației în cadrul localității arată astfel:
- moldoveni/români — 2.436;
- ucraineni — 39;
- ruși — 68;
- găgăuzi — 2;
- bulgari — 5;
- evrei — 2;
- altele / nedeclarată — 11.

## Administrație și politică
Componența Consiliului local Roșcani (11 consilieri), ales la 5 noiembrie 2023, este următoarea:
|  | Partid                                       | Consilieri | Componență | Componență | Componență | Componență | Componență | Componență | Componență |
|  | -------------------------------------------- | ---------- | ---------- | ---------- | ---------- | ---------- | ---------- | ---------- | ---------- |
|  | Partidul Acțiune și Solidaritate             | 7          |            |            |            |            |            |            |            |
|  | Partidul Socialiștilor din Republica Moldova | 2          |            |            |            |            |            |            |            |
|  | Candidat independent VIOLETA GORNEȚ          | 1          |            |            |            |            |            |            |            |
|  | Partidul Liberal Democrat din Moldova        | 1          |            |            |            |            |            |            |            |

## Galerie de imagini

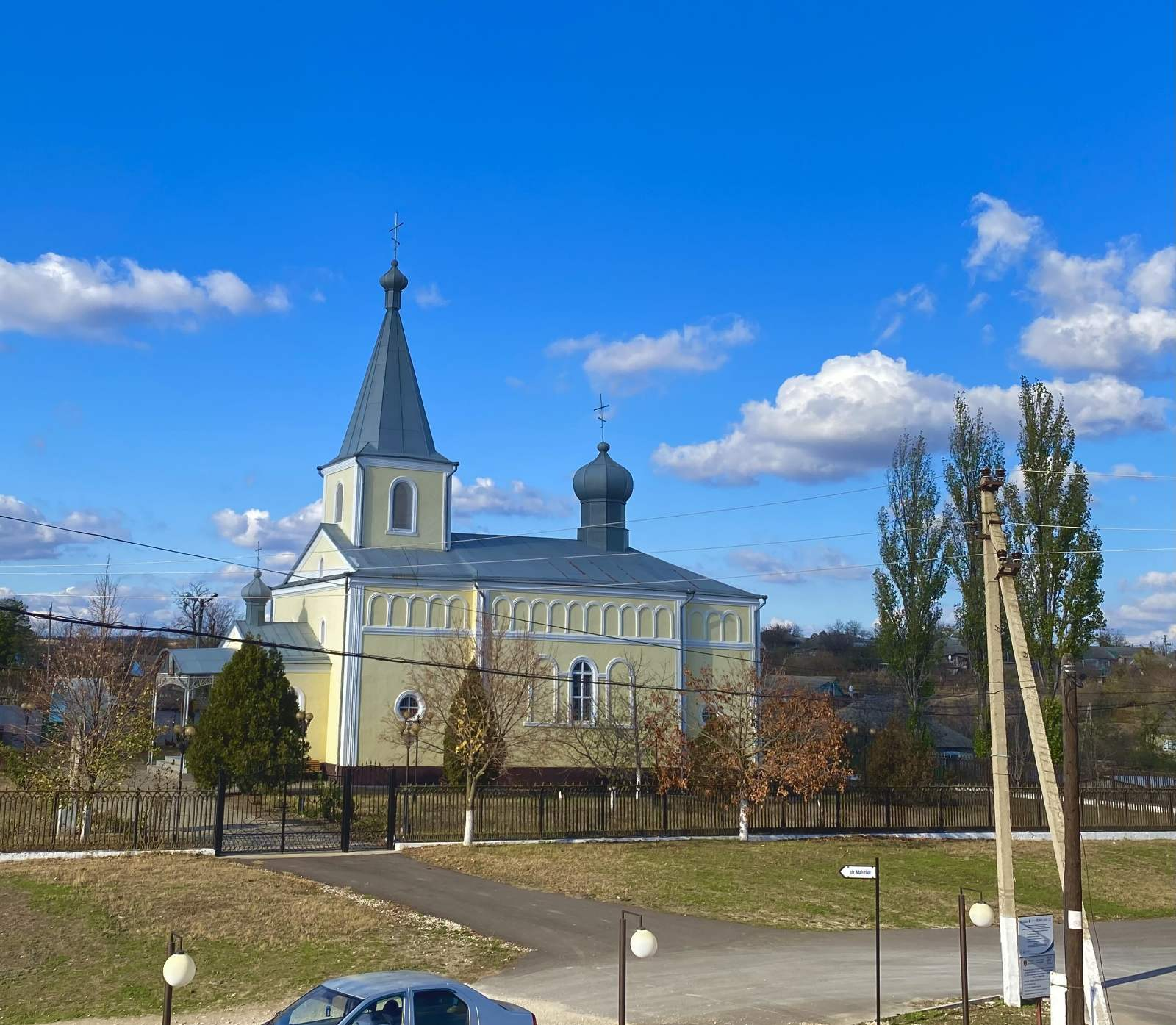
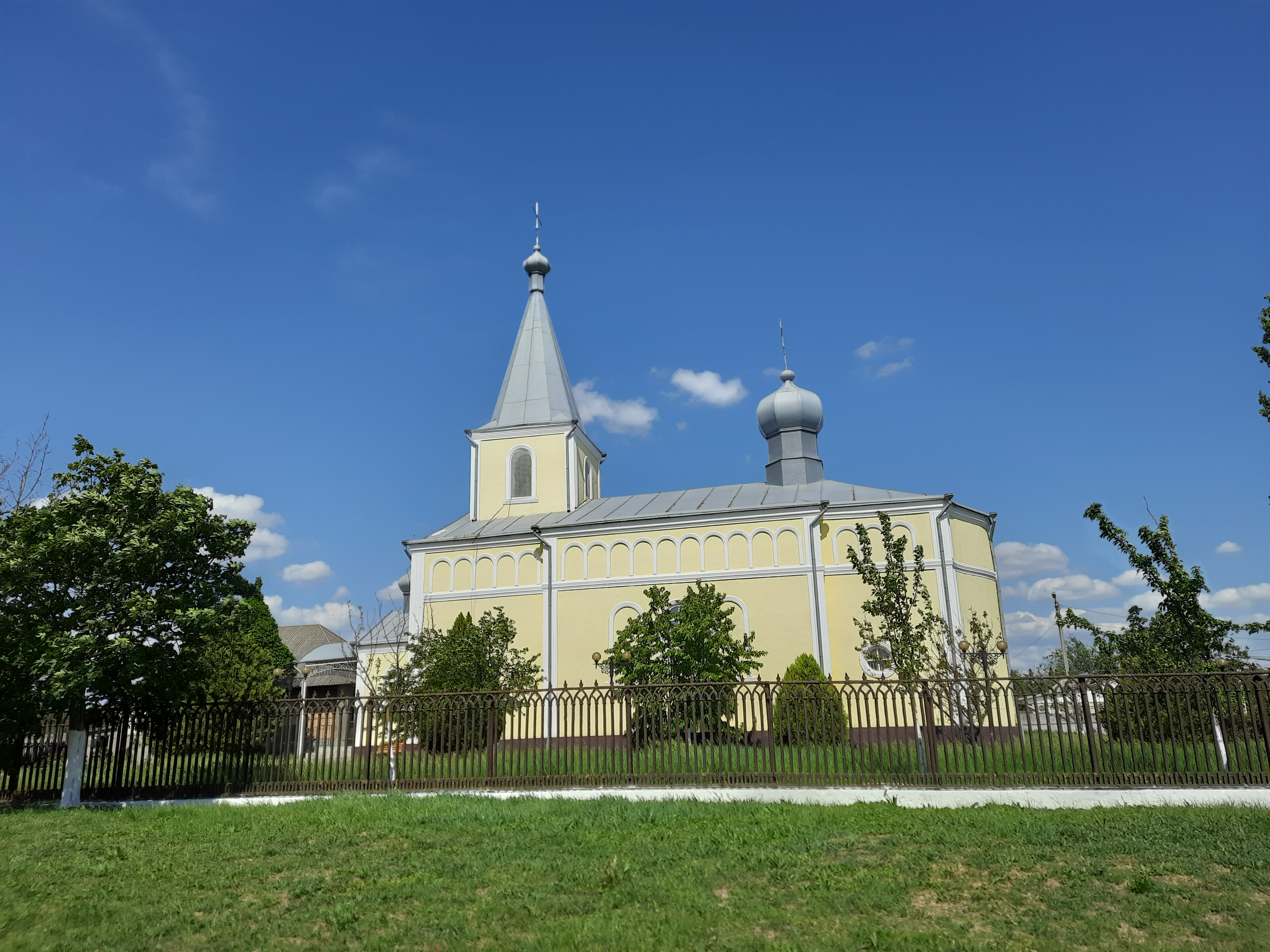
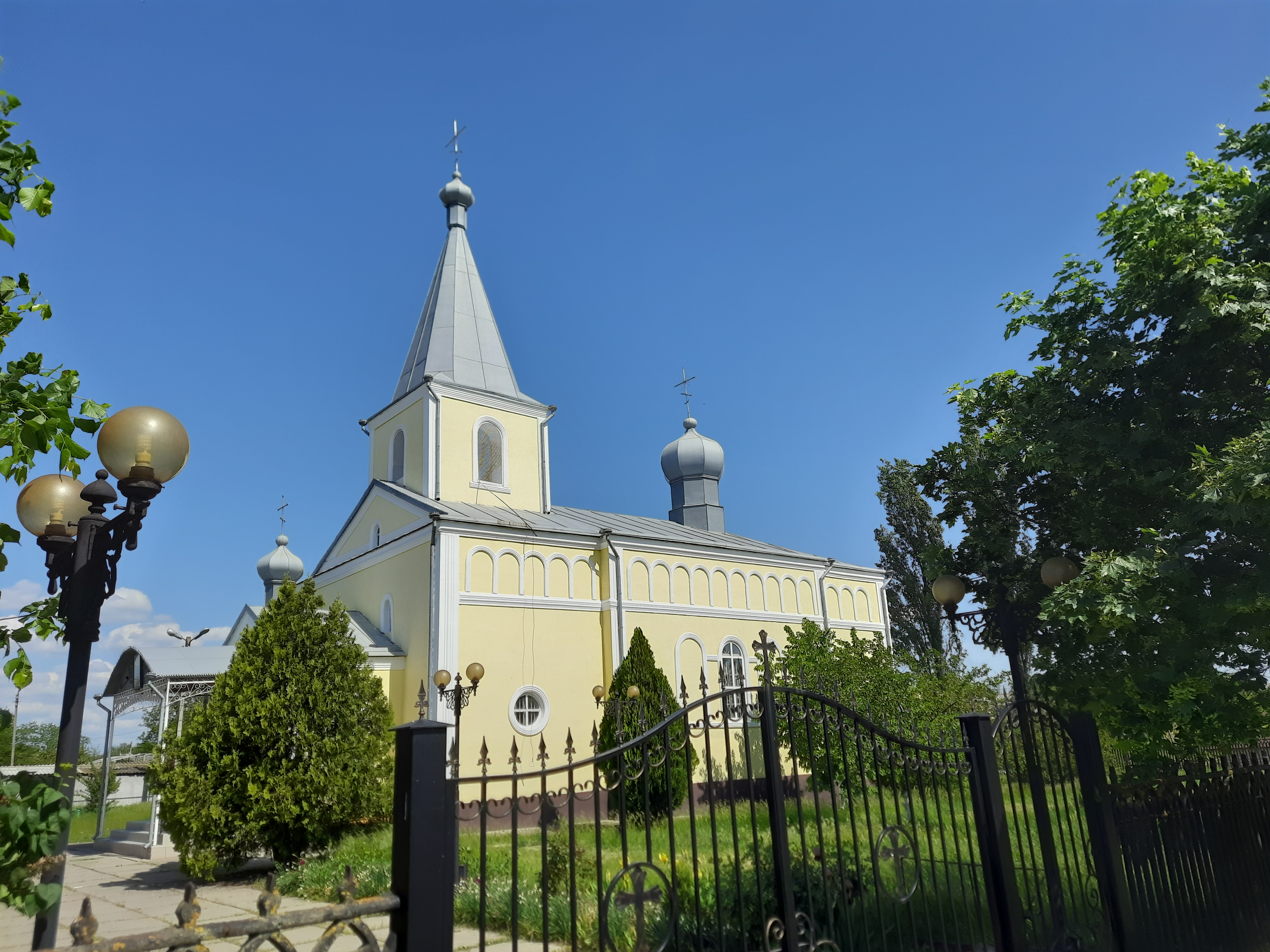
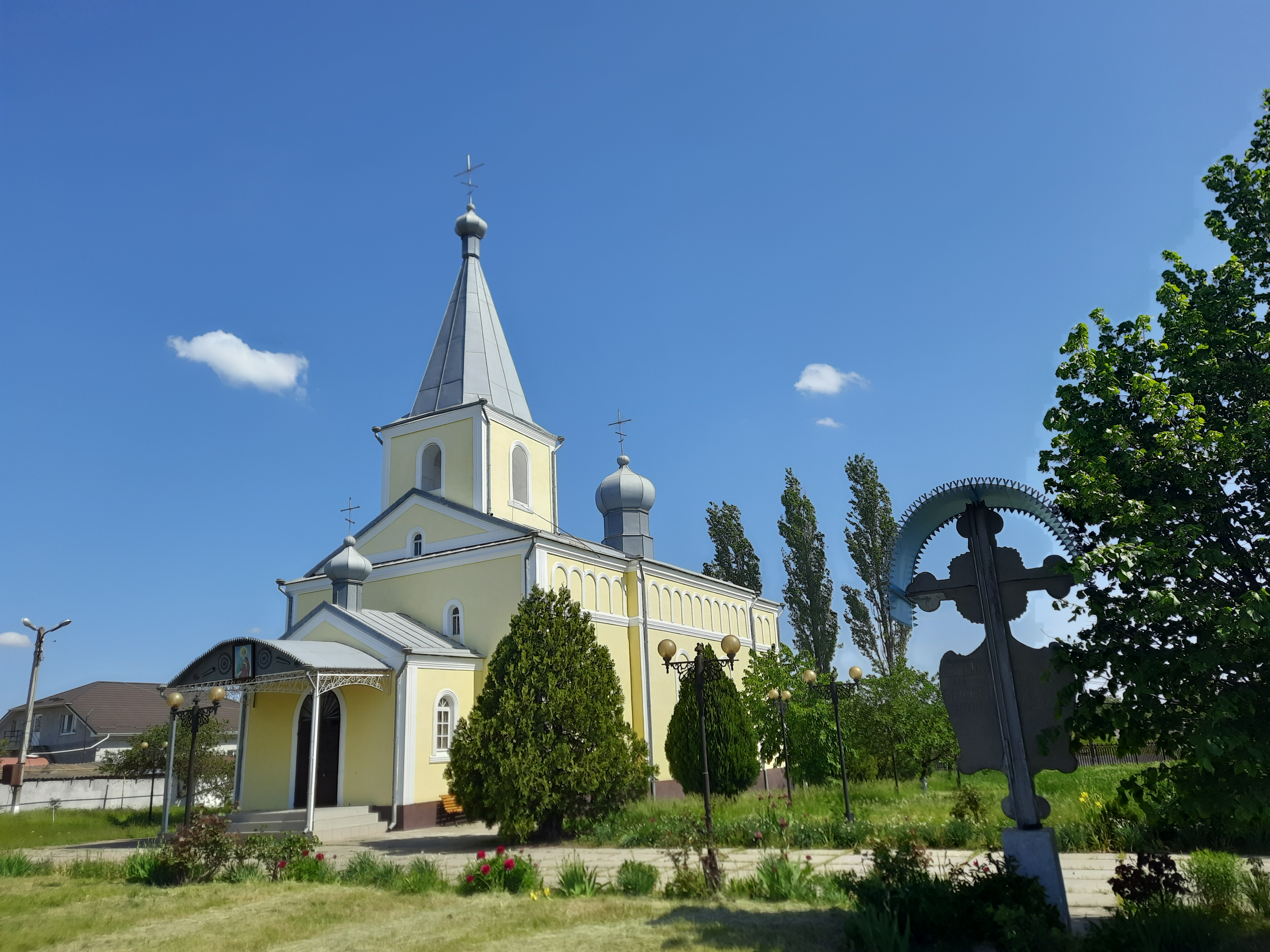
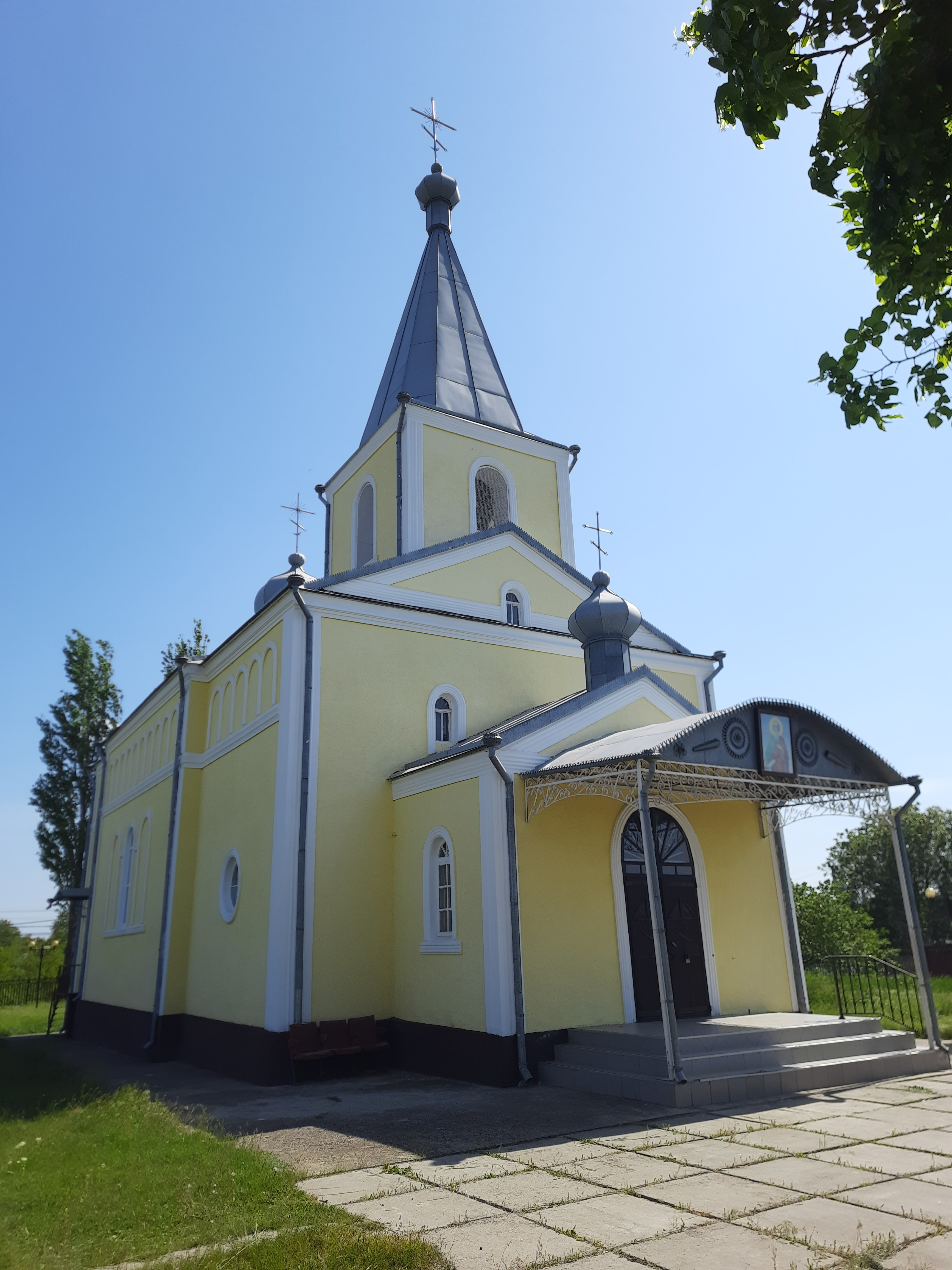
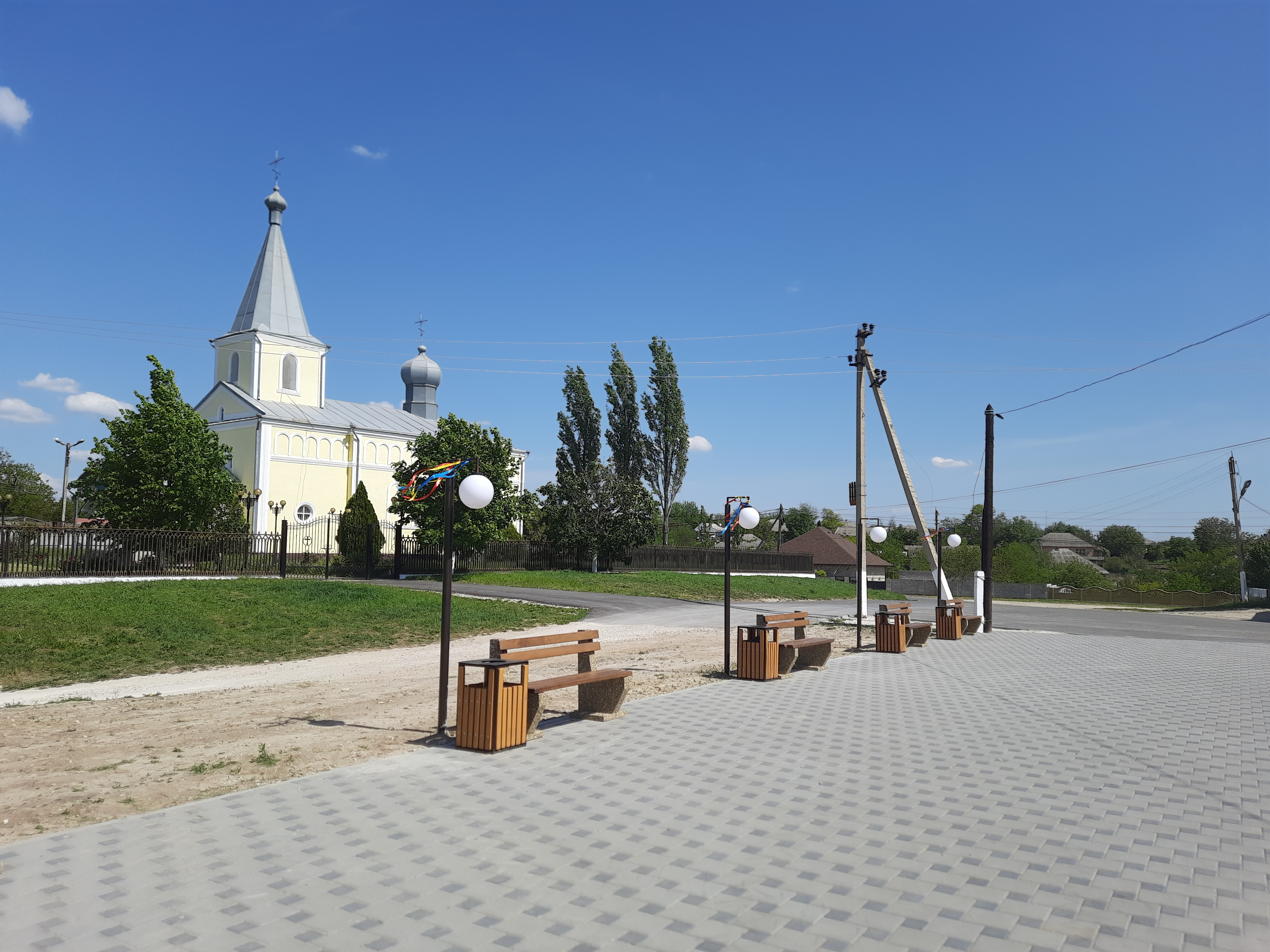

Biserica „Sfântul Ioan Teologul” din localitate
Alte locuri

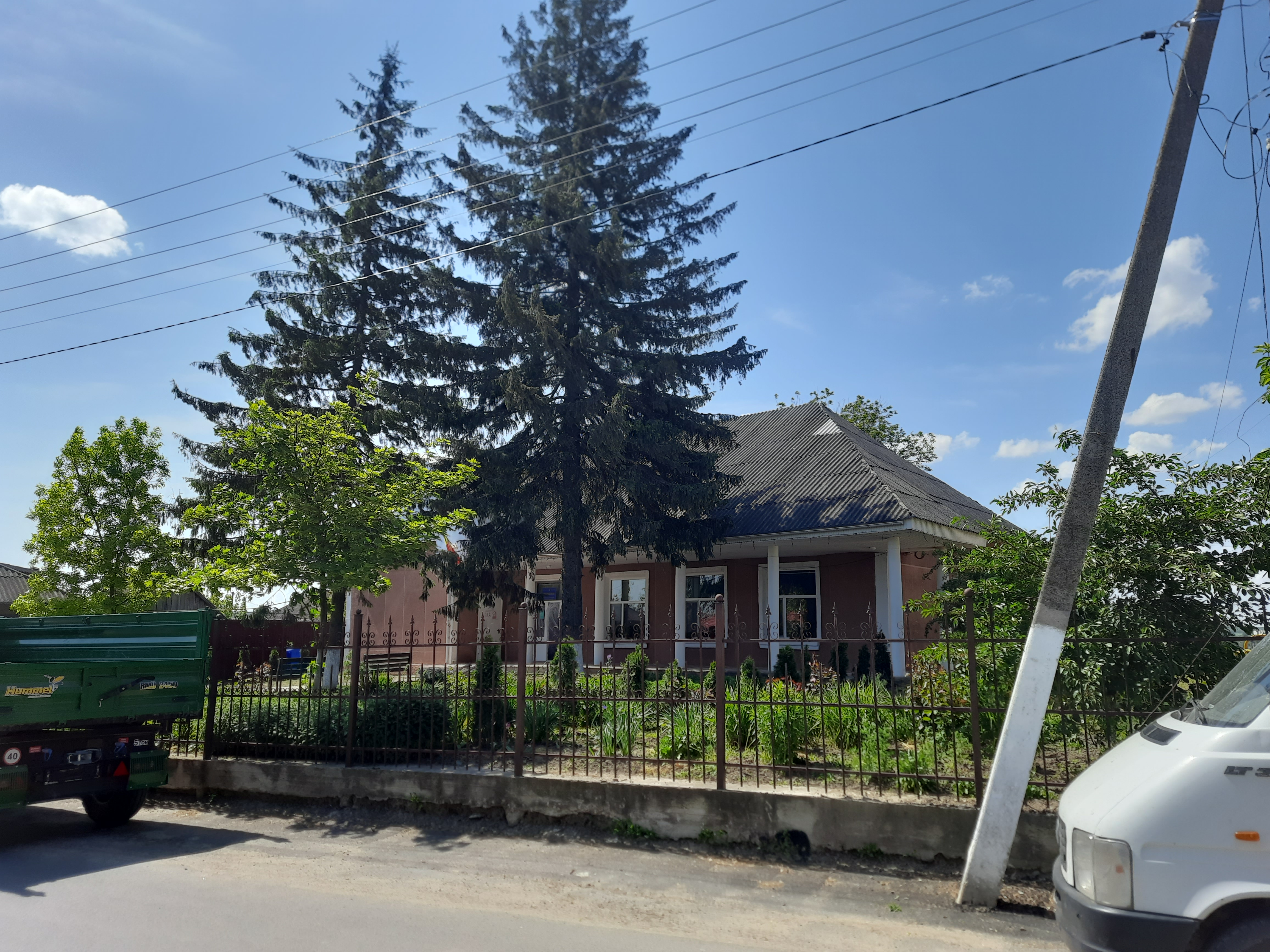
Primăria
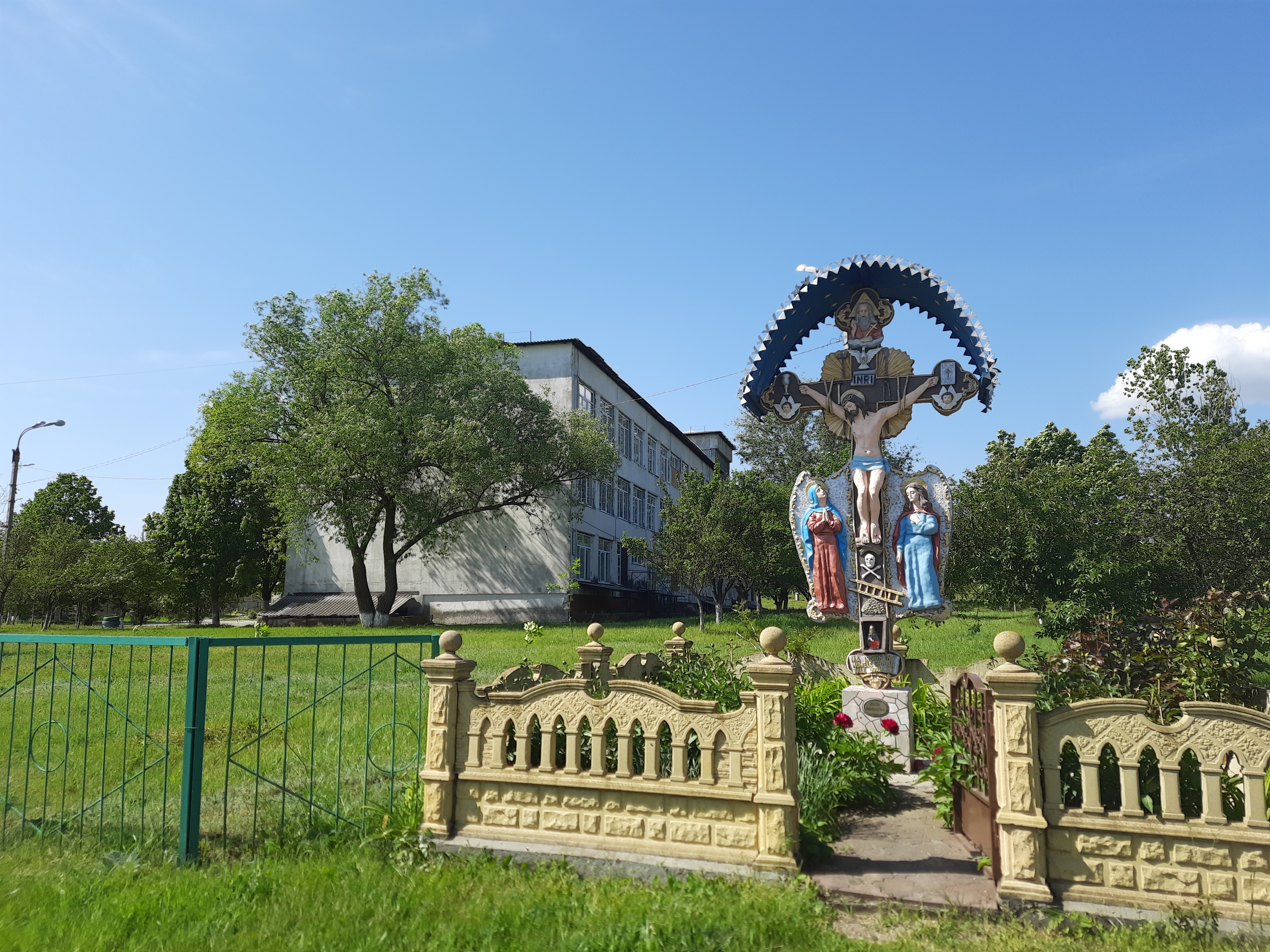
Gimnaziul
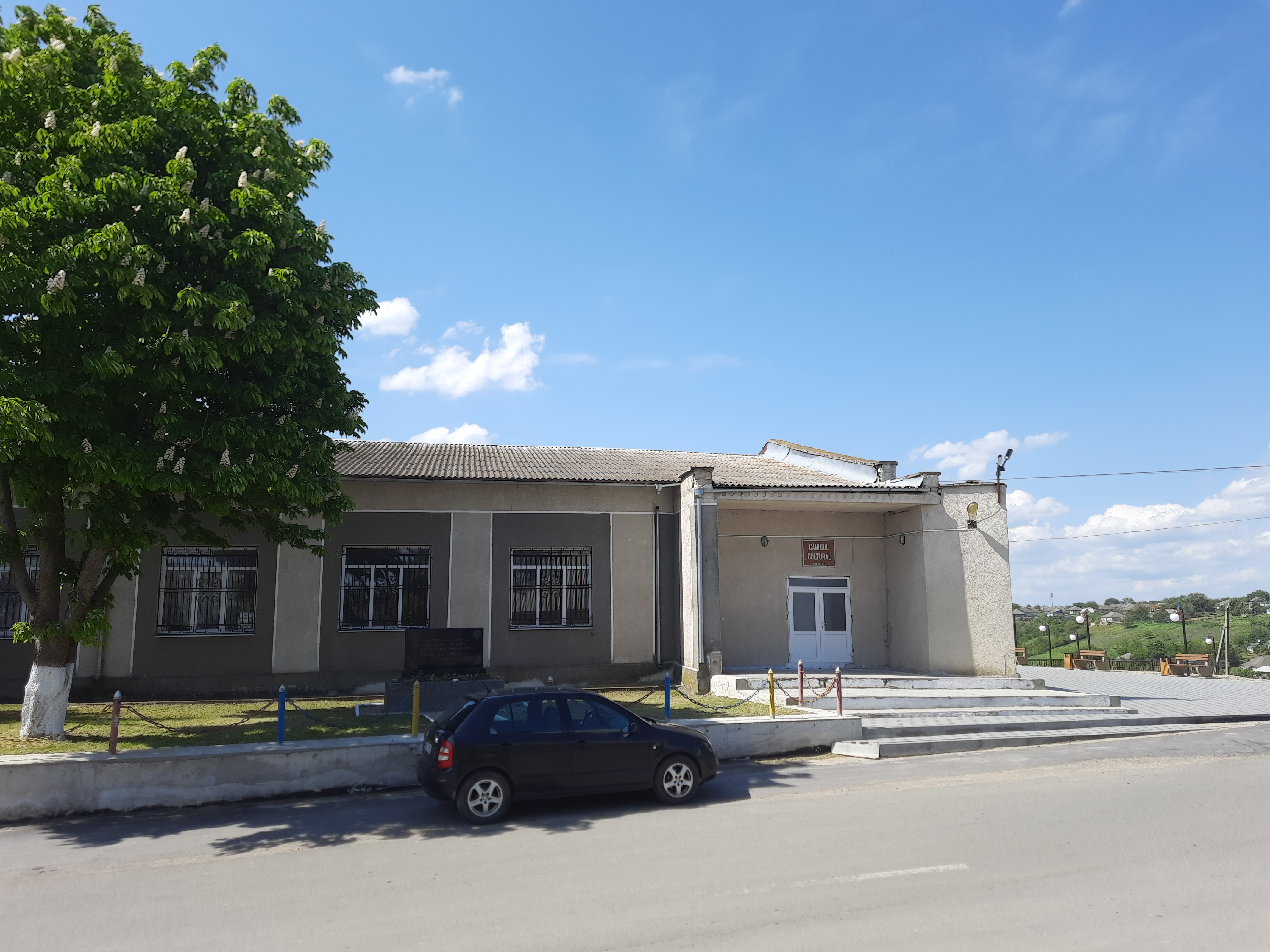
Căminul cultural
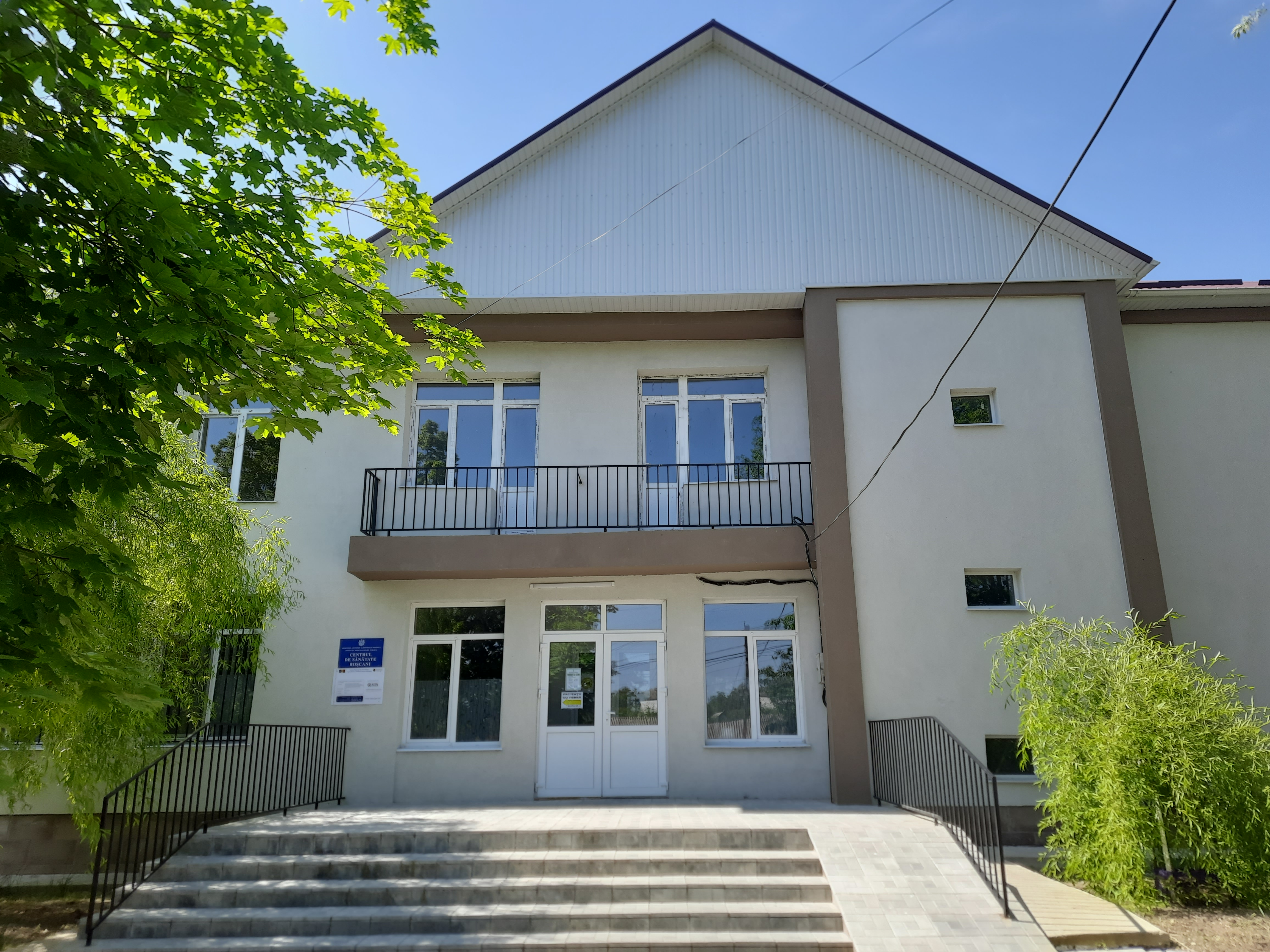
Centrul de sănătate
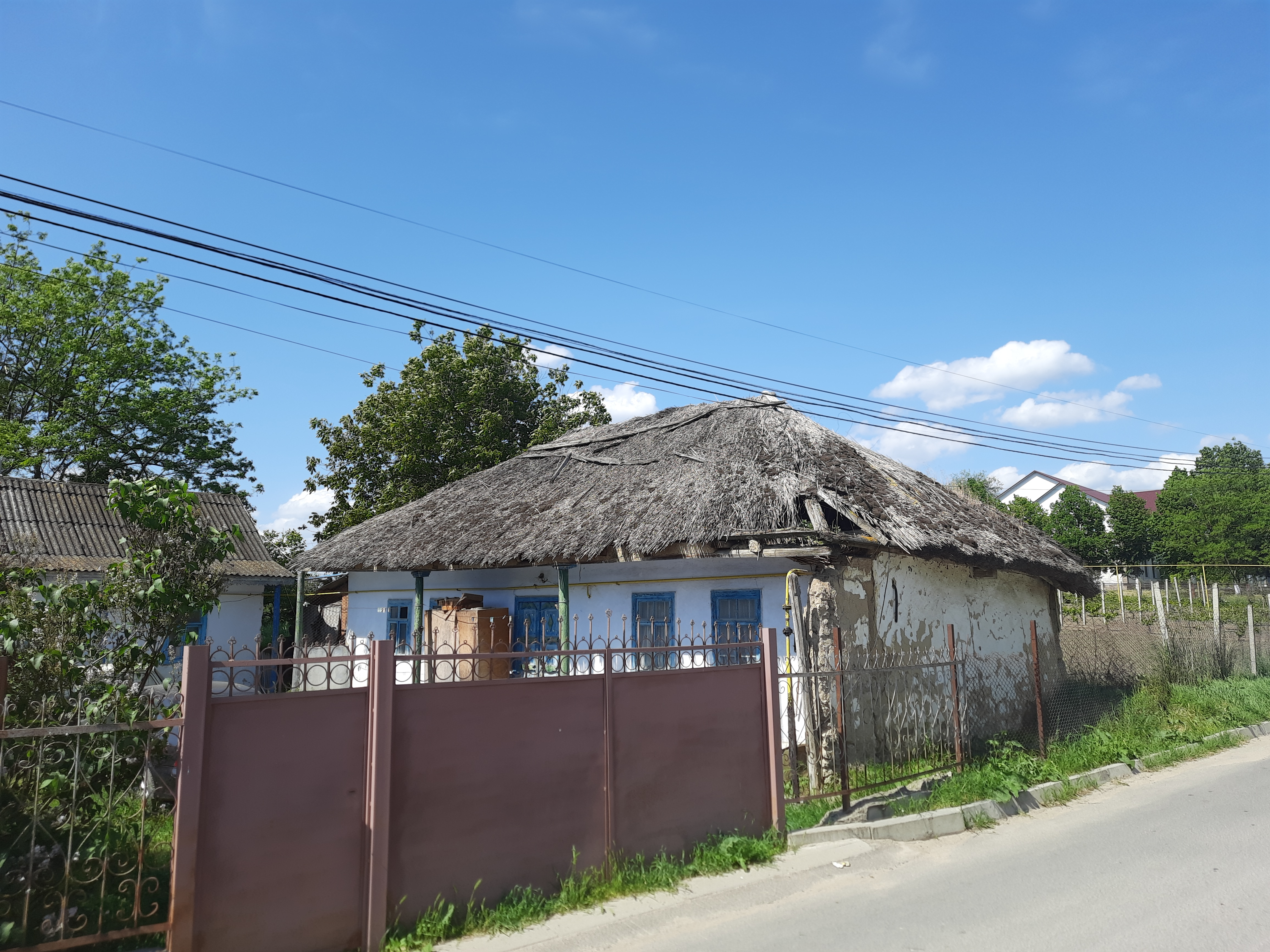
Casă tradițională din sat.
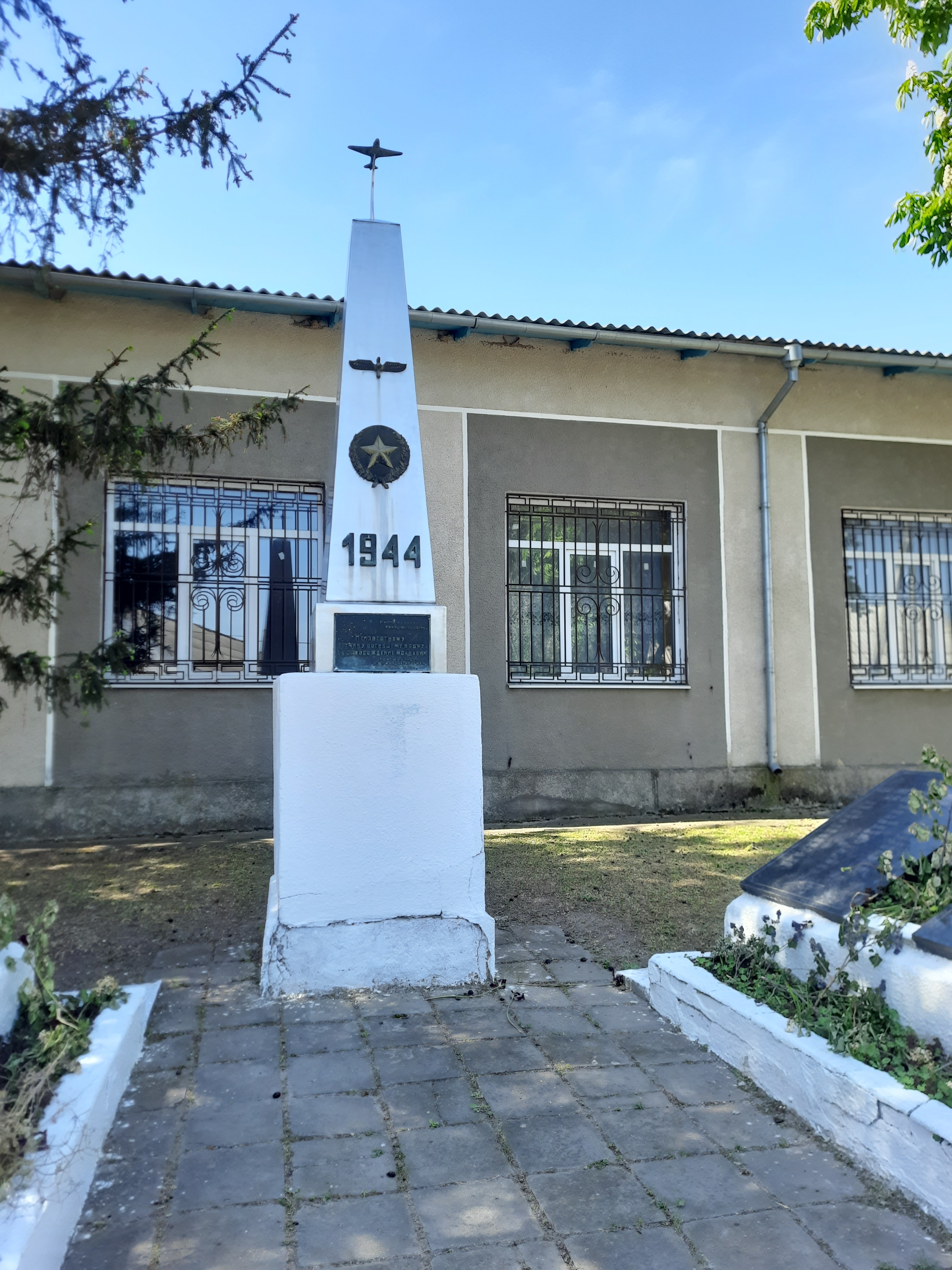
Monument la mormântul consătenilor căzuți în Al Doilea Război Mondial.
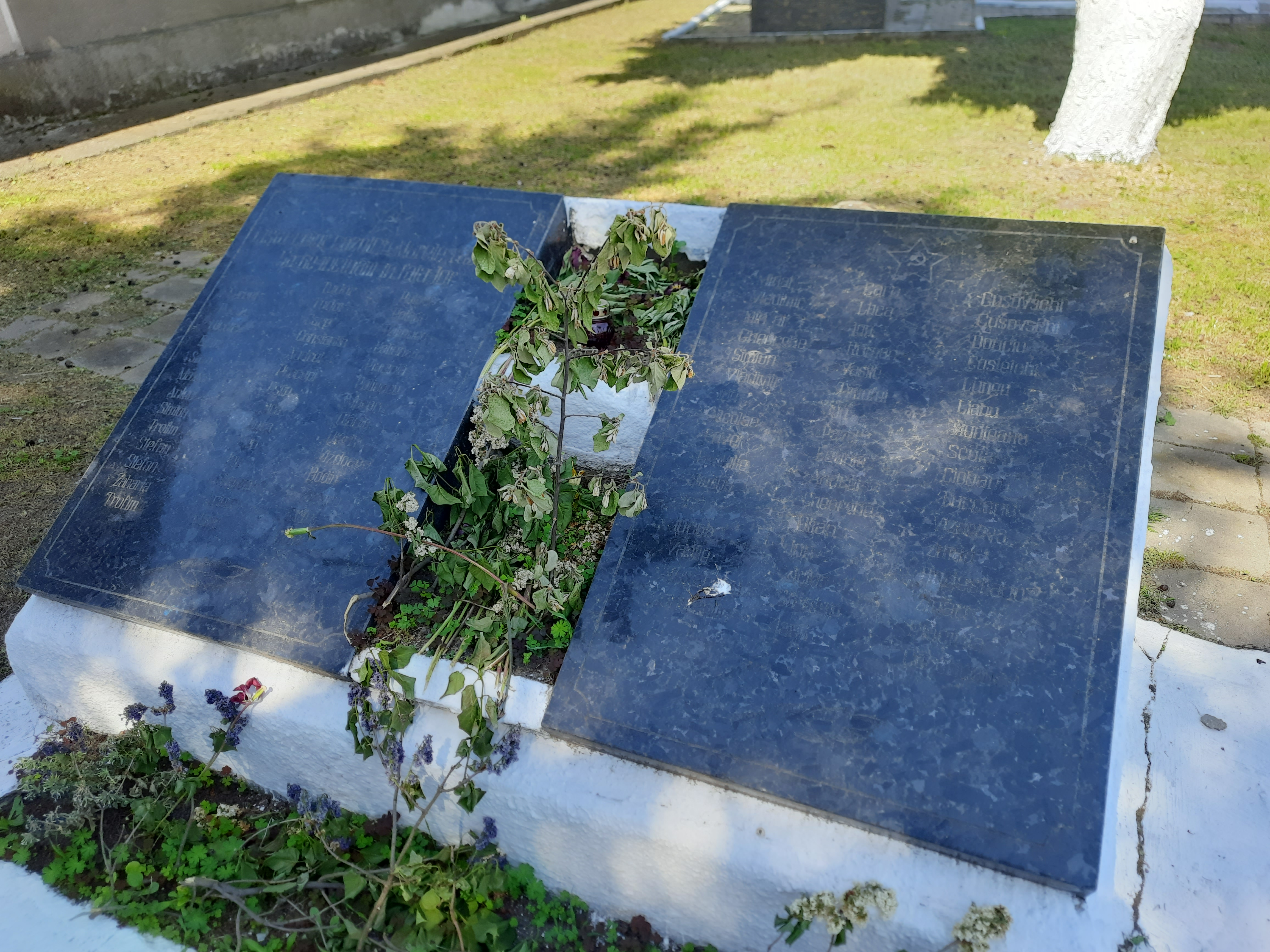
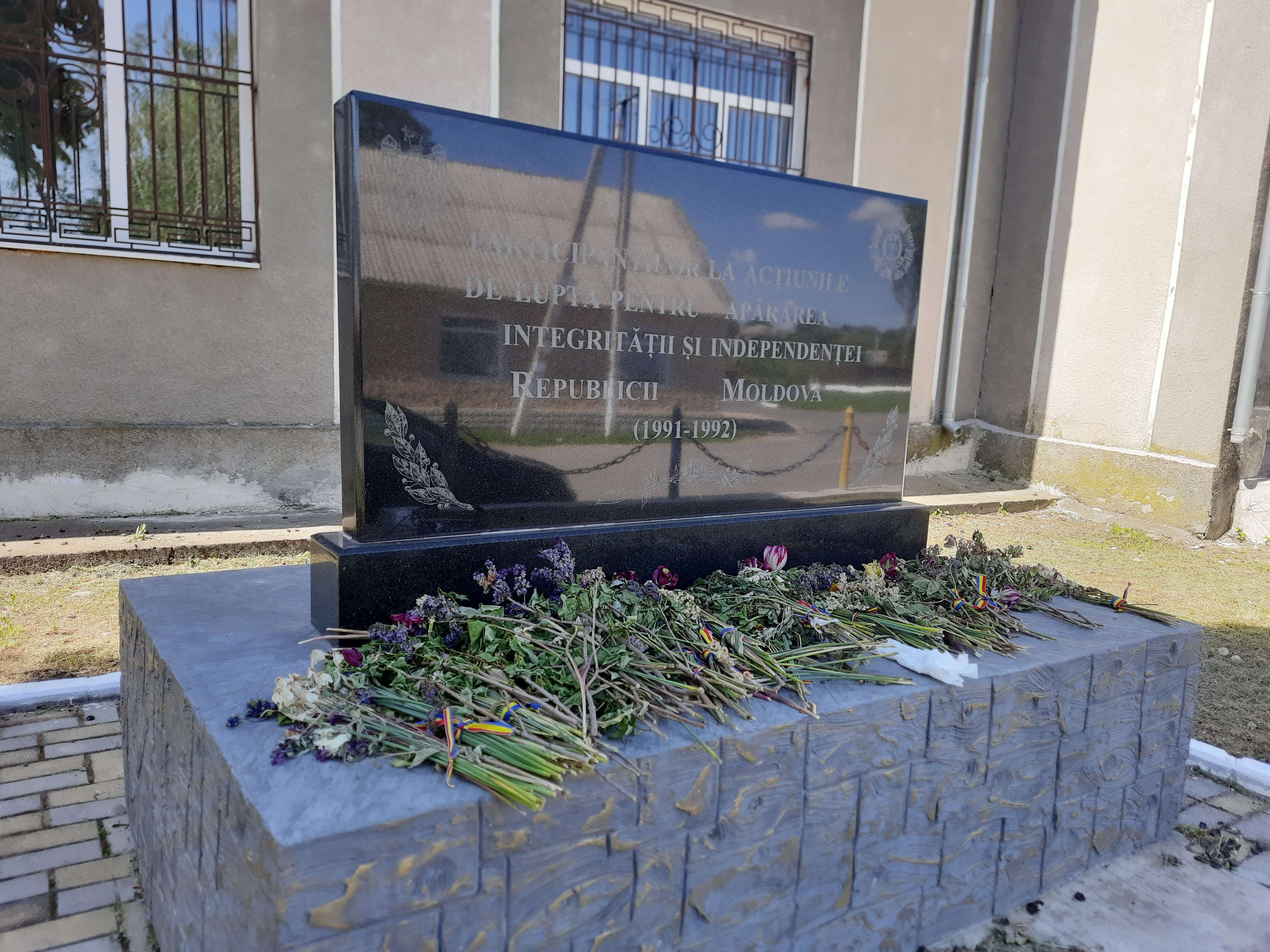
Monumentul eroilor căzuți în războiul din Transnistria.
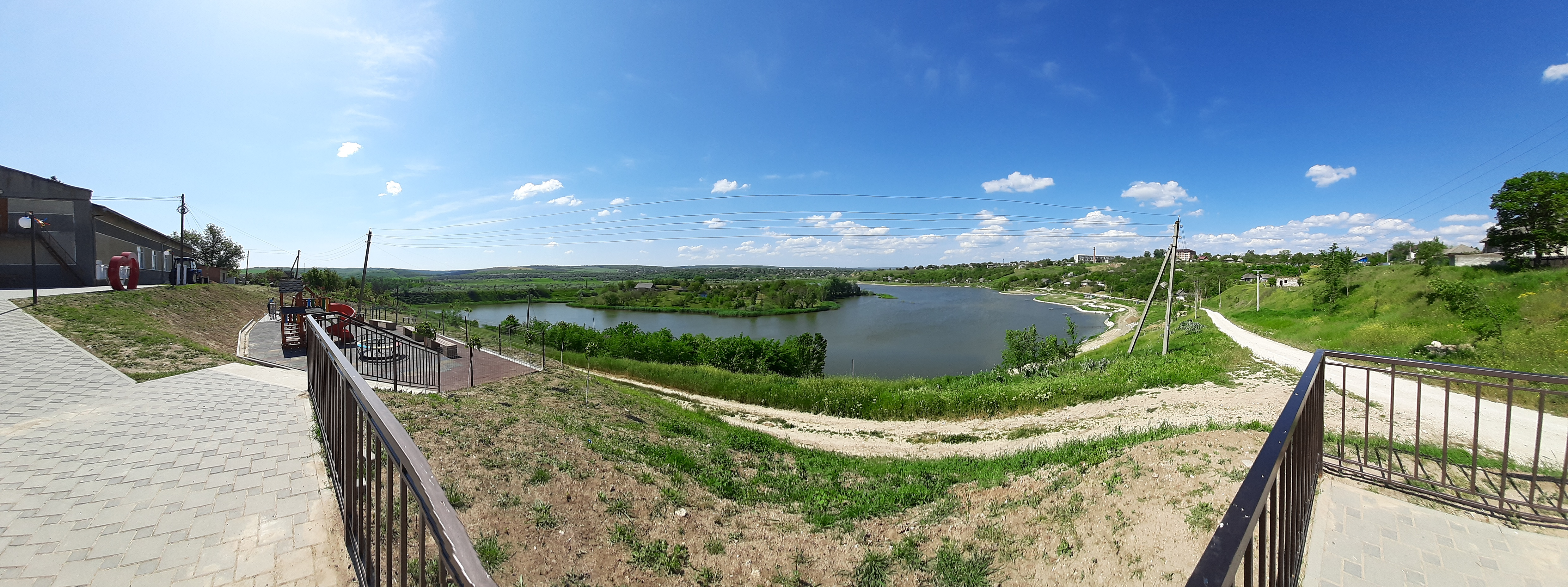
Zonă de odihnă lângă lac.
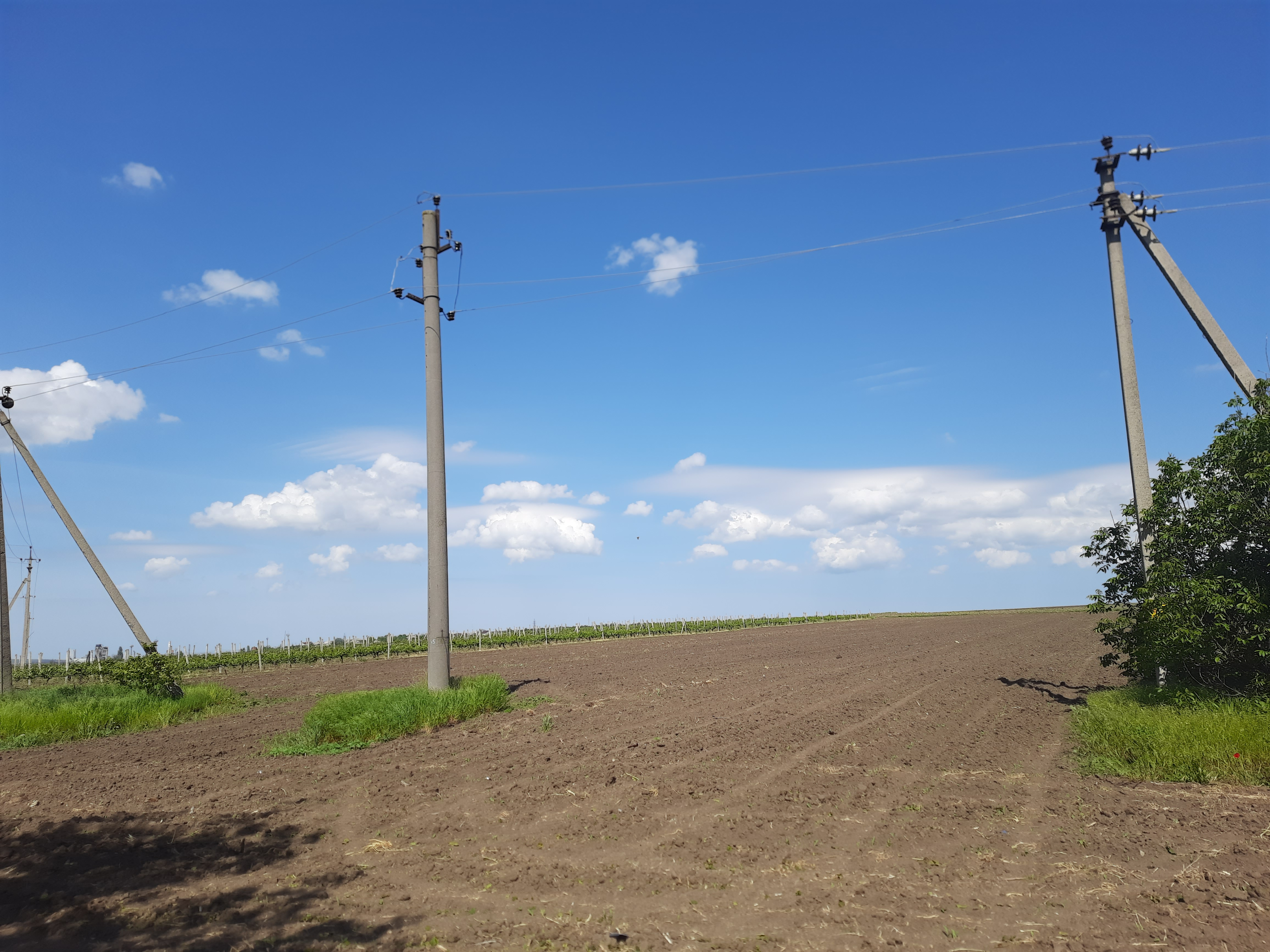
Terenuri agricole pe moșia satului.